# 懐月堂度繁

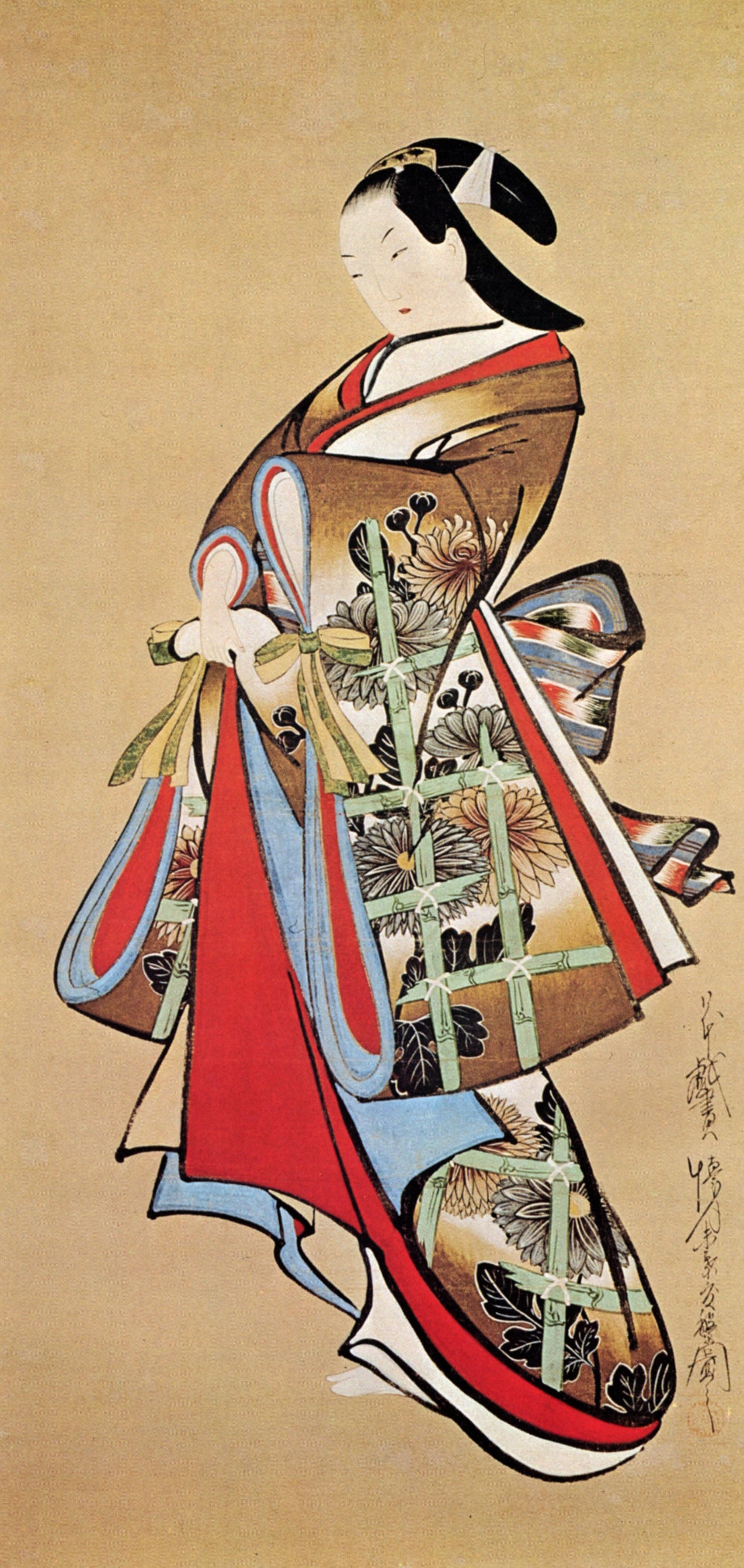
「立姿美人図」度繁筆、出光美術館所蔵。

懐月堂 度繁（かいげつどう どはん、生没年不詳）とは、江戸時代の浮世絵師。

## 来歴
懐月堂安度の門人。経歴は不明、「度繁」の本来の読み方も明らかではなく「のりしげ」とも読める。作画期は宝永から正徳の頃にかけてで肉筆画11点、墨摺絵と丹絵12点を残している。墨摺絵・丹絵の版元は伊賀屋（元浜町）版が11点、未詳が1点である。なお度繁の作には「懐月末葉度繁」の落款があるのみで、度繁が自ら「懐月堂」の号を称したかどうかは明らかではないが、従来より「懐月堂度繁」の名で呼ばれている。

## 作品

### 木版画

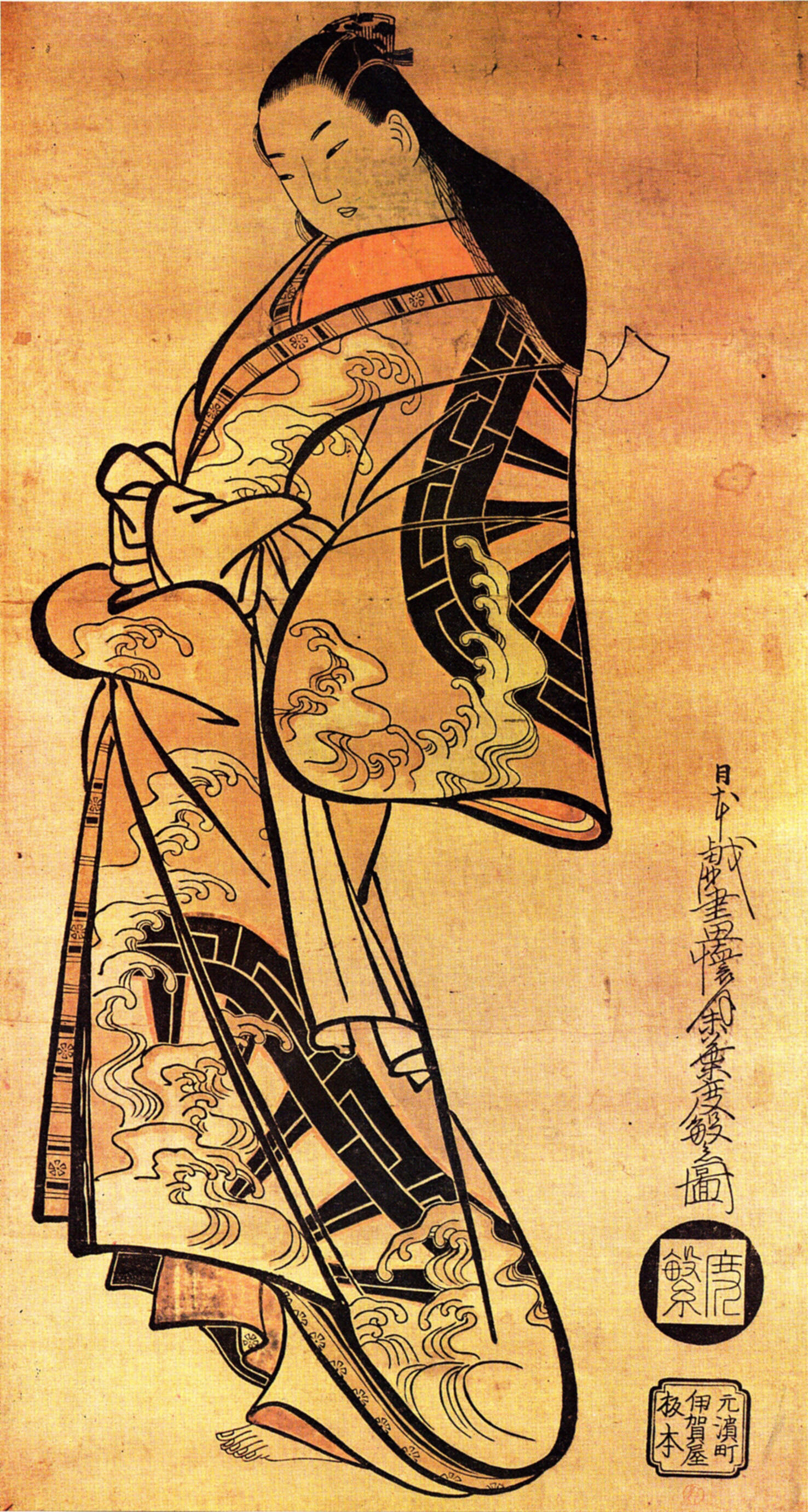
「立美人・水車模様着衣」　度繁画。

- 「短冊持立美人」　墨摺絵　東京国立博物館所蔵　※「日本戯畫懐月末葉度繁圖」の落款あり
- 「立美人・水車模様着衣」　大々判丹絵　東京国立博物館所蔵　※「日本戯畫懐月末葉度繁圖」の落款あり。重要美術品
- 「櫛に手をやる遊女」　墨摺絵　ボストン美術館所蔵　※「日本戯畫　懐月末葉度繁圖」の落款あり
- 「内袖をひるがえして立つ遊女」（片肌脱ぎの反故染模様の立美人）　大々判墨摺絵　同上　※「懐月末葉度繁圖」の落款あり
- 「菓子箱に腰かける美人」　大々判丹絵　同上　※「日本戯畫懐月末葉度繁圖」の落款あり
- 「柴垣模様衣裳の立美人」　墨摺絵　メトロポリタン美術館所蔵　※「日本戯畫懐月末葉度繁圖」の落款あり
- 「菖蒲模様衣裳の立美人」　墨摺絵　メトロポリタン美術館所蔵　※「日本戯畫懐月末葉度繁圖」の落款あり
- 「紅葉の破れ縞模様の立美人」　大々判丹絵

### 肉筆画
- 「遊女立姿図」　紙本着色　東京国立博物館所蔵　※「日本戯畫　懐月末葉度繁圖之」の落款、「安度」の白文方郭内円印あり
- 「立姿美人図」　紙本着色　出光美術館所蔵　※「日本戯畫　懐月末葉度繁圖之」の落款、「安度」の白文方郭内円印あり。昭和54年（1979年）4月20日に日本郵政省より発行された「切手趣味週間」シリーズの記念切手にも、安度の「立姿美人図」（萩模様）とともに図柄として採用されている（安度が左、度繁が右）。
- 「立美人図」　紙本着色　MOA美術館所蔵　※「日本戯畫　懐月末葉度繁圖之」の落款、印文不詳の白文方印あり
- 「立美人図」　紙本着色　※「日本戯畫　懐月末葉度繁圖之」の落款、「戯畫度繁」の朱文方印あり。麻布美術工芸館旧蔵
- 「立姿遊女図」　紙本着色　ボストン美術館所蔵　※「日本戯畫　懐月末葉度繁圖之」の落款、「安度」の白文方郭内円印あり
- 「縞模様衣裳の立美人」　メトロポリタン美術館所蔵　※「日本戯畫　懐月末葉度繁圖之」の落款、「安度」の白文方郭円印あり